# Lekcjonarz 3
Lekcjonarz 3 (według numeracji Gregory-Aland), oznaczany przy pomocy siglum ℓ 3 – rękopis Nowego Testamentu pisany uncjałą na pergaminie w języku greckim z XI wieku. Służył do czytań liturgicznych.

## Opis rękopisu
Kodeks zawiera wybór lekcji z Ewangelii do czytań liturgicznych, na 281 pergaminowych kartach (29 cm na 22,5 cm). Lekcje pochodzą z Ewangelii Jana, Mateusza i Łukasza. Zawiera Menologium. Pewne partie rękopisu zostały utracone.
Tekst rękopisu pisany jest dwoma kolumnami na stronę, 19 linijek w kolumnie. Pod względem paleograficznym kształty liter Kodeksu Cypryjskiego, lekcjonarzy ℓ 296 oraz ℓ 1599.

## Historia
Paleograficznie datowany jest na wiek XI. Rękopis należał niegdyś do Aleksandra z Koryntu. Przywiózł go do Anglii z wyspy Zakintos archeolog George Wheeler w 1676 roku (wraz z minuskułami 68 oraz 95).
Rękopis badał John Mill, który wykorzystał go w swoim wydaniu greckiego Nowego Testamentu, Johann Jakob Wettstein, Scholz oraz William Hatch.
Obecnie przechowywany jest w bibliotece Lincoln College w Oksfordzie (Gr. II. 15), w Oksfordzie.
Rękopis nie jest cytowany w naukowych wydaniach greckiego Novum Testamentum Nestle-Alanda (UBS3, NA27).